# Marek Koźmiński
Marek Jan Koźmiński (Cracovia, 7 febbraio 1971) è un ex calciatore polacco, di ruolo difensore.

## Caratteristiche tecniche
Poteva giocare da terzino o da mediano.

## Carriera

### Club
Arriva in Italia nel 1992, tesserato dall'Udinese insieme al connazionale Piotr Czachowski. La squadra friulana, all'epoca, lottava per restare in Serie A.
All'inizio del 1996 subisce una contrattura a un muscolo della coscia. Poi soffrì di tallonite. Questi infortuni limitano il suo utilizzo per due stagioni, visto che nel campionato 1995-1996 gioca solo 12 partite, mentre nell'annata seguente scende in campo solo nel corso della prima giornata saltando il resto del torneo.
Nell'agosto del 1997, dopo aver preso parte al raduno estivo dell'Udinese che nella stagione appena conclusa centra la sua prima qualificazione alla Coppa UEFA, Koźmiński viene girato al Brescia dove rimane quattro stagioni e mezza. Dopo aver rescisso con i lombardi, nel marzo 2002 passa all'Ancona, dove termina la sua esperienza italiana.
Nel 2002 gioca alcune partite in Grecia con il PAOK, prima di rientrare in patria e concludere la sua carriera nel Górnik Zabrze.

### Nazionale
Con la nazionale polacca partecipa alla XXV Olimpiade, quella di Barcellona 1992, conquistando la medaglia d'argento.
Nello stesso anno debutta con la nazionale maggiore il 9 settembre in. Prende inoltre parte al campionato del mondo 2002 in Corea del Sud e Giappone.

## Statistiche

### Cronologia presenze e reti in nazionale
| Cronologia completa delle presenze e delle reti in nazionale ― Polonia | Cronologia completa delle presenze e delle reti in nazionale ― Polonia | Cronologia completa delle presenze e delle reti in nazionale ― Polonia | Cronologia completa delle presenze e delle reti in nazionale ― Polonia | Cronologia completa delle presenze e delle reti in nazionale ― Polonia | Cronologia completa delle presenze e delle reti in nazionale ― Polonia | Cronologia completa delle presenze e delle reti in nazionale ― Polonia | Cronologia completa delle presenze e delle reti in nazionale ― Polonia |
| Data                                                                   | Città                                                                  | In casa                                                                | Risultato                                                              | Ospiti                                                                 | Competizione                                                           | Reti                                                                   | Note                                                                   |
| ---------------------------------------------------------------------- | ---------------------------------------------------------------------- | ---------------------------------------------------------------------- | ---------------------------------------------------------------------- | ---------------------------------------------------------------------- | ---------------------------------------------------------------------- | ---------------------------------------------------------------------- | ---------------------------------------------------------------------- |
| 9-9-1992                                                               | Mielec                                                                 | Polonia                                                                | 1 – 1                                                                  | Israele                                                                | Amichevole                                                             | -                                                                      |                                                                        |
| 14-10-1992                                                             | Rotterdam                                                              | Paesi Bassi                                                            | 2 – 2                                                                  | Polonia                                                                | Qual. Mondiali 1994                                                    | 1                                                                      |                                                                        |
| 17-3-1993                                                              | Ribeirão Preto                                                         | Brasile                                                                | 2 – 2                                                                  | Polonia                                                                | Amichevole                                                             | -                                                                      |                                                                        |
| 28-4-1993                                                              | Łódź                                                                   | Polonia                                                                | 1 – 0                                                                  | San Marino                                                             | Qual. Mondiali 1994                                                    | -                                                                      |                                                                        |
| 29-5-1993                                                              | Chorzów                                                                | Polonia                                                                | 1 – 1                                                                  | Inghilterra                                                            | Qual. Mondiali 1994                                                    | -                                                                      | Ammonizione                                                            |
| 8-9-1993                                                               | Londra                                                                 | Inghilterra                                                            | 3 – 0                                                                  | Polonia                                                                | Qual. Mondiali 1994                                                    | -                                                                      |                                                                        |
| 22-9-1993                                                              | Oslo                                                                   | Norvegia                                                               | 1 – 0                                                                  | Polonia                                                                | Qual. Mondiali 1994                                                    | -                                                                      |                                                                        |
| 13-10-1993                                                             | Poznań                                                                 | Polonia                                                                | 0 – 3                                                                  | Norvegia                                                               | Qual. Mondiali 1994                                                    | -                                                                      |                                                                        |
| 17-11-1993                                                             | Poznań                                                                 | Polonia                                                                | 1 – 3                                                                  | Paesi Bassi                                                            | Qual. Mondiali 1994                                                    | -                                                                      |                                                                        |
| 4-5-1994                                                               | Cracovia                                                               | Polonia                                                                | 3 – 2                                                                  | Ungheria                                                               | Amichevole                                                             | -                                                                      | 46’                                                                    |
| 9-9-1994                                                               | Mielec                                                                 | Polonia                                                                | 1 – 0                                                                  | Azerbaigian                                                            | Qual. Euro 1996                                                        | -                                                                      | 69’                                                                    |
| 16-11-1994                                                             | Zabrze                                                                 | Polonia                                                                | 0 – 0                                                                  | Francia                                                                | Qual. Euro 1996                                                        | -                                                                      | 29’                                                                    |
| 15-3-1995                                                              | Ostrowiec Świętokrzyski                                                | Polonia                                                                | 4 – 1                                                                  | Lituania                                                               | Amichevole                                                             | -                                                                      | Ammonizione                                                            |
| 25-4-1995                                                              | Zabrze                                                                 | Polonia                                                                | 4 – 3                                                                  | Israele                                                                | Qual. Euro 1996                                                        | -                                                                      |                                                                        |
| 7-6-1995                                                               | Zabrze                                                                 | Polonia                                                                | 5 – 0                                                                  | Slovacchia                                                             | Qual. Euro 1996                                                        | -                                                                      | 62’                                                                    |
| 16-8-1995                                                              | Parigi                                                                 | Francia                                                                | 1 – 1                                                                  | Polonia                                                                | Qual. Euro 1996                                                        | -                                                                      |                                                                        |
| 6-9-1995                                                               | Zabrze                                                                 | Polonia                                                                | 0 – 0                                                                  | Romania                                                                | Qual. Euro 1996                                                        | -                                                                      |                                                                        |
| 11-10-1995                                                             | Bratislava                                                             | Slovacchia                                                             | 4 – 1                                                                  | Polonia                                                                | Qual. Euro 1996                                                        | -                                                                      | 60’                                                                    |
| 24-9-1997                                                              | Olsztyn                                                                | Polonia                                                                | 2 – 0                                                                  | Lituania                                                               | Amichevole                                                             | -                                                                      |                                                                        |
| 7-10-1997                                                              | Chișinău                                                               | Moldavia                                                               | 3 – 0                                                                  | Polonia                                                                | Qual. Mondiali 1998                                                    | -                                                                      |                                                                        |
| 11-10-1997                                                             | Tbilisi                                                                | Georgia                                                                | 3 – 0                                                                  | Polonia                                                                | Qual. Mondiali 1998                                                    | -                                                                      |                                                                        |
| 25-3-1998                                                              | Varsavia                                                               | Polonia                                                                | 2 – 0                                                                  | Slovenia                                                               | Amichevole                                                             | -                                                                      | 41’ 54’                                                                |
| 22-4-1998                                                              | Osijek                                                                 | Croazia                                                                | 4 – 1                                                                  | Polonia                                                                | Amichevole                                                             | -                                                                      |                                                                        |
| 10-11-1998                                                             | Bratislava                                                             | Slovacchia                                                             | 1 – 3                                                                  | Polonia                                                                | Amichevole                                                             | -                                                                      | 61’                                                                    |
| 16-8-2000                                                              | Bucarest                                                               | Romania                                                                | 1 – 1                                                                  | Polonia                                                                | Amichevole                                                             | -                                                                      | 46’                                                                    |
| 2-9-2000                                                               | Kiev                                                                   | Ucraina                                                                | 1 – 3                                                                  | Polonia                                                                | Qual. Mondiali 2002                                                    | -                                                                      | 90’                                                                    |
| 15-11-2000                                                             | Varsavia                                                               | Polonia                                                                | 1 – 0                                                                  | Islanda                                                                | Amichevole                                                             | -                                                                      | 85’                                                                    |
| 28-2-2001                                                              | Larnaca                                                                | Polonia                                                                | 4 – 0                                                                  | Svizzera                                                               | Amichevole                                                             | -                                                                      |                                                                        |
| 24-3-2001                                                              | Oslo                                                                   | Norvegia                                                               | 2 – 3                                                                  | Polonia                                                                | Qual. Mondiali 2002                                                    | -                                                                      |                                                                        |
| 28-3-2001                                                              | Varsavia                                                               | Polonia                                                                | 4 – 0                                                                  | Armenia                                                                | Qual. Mondiali 2002                                                    | -                                                                      |                                                                        |
| 25-4-2001                                                              | Bydgoszcz                                                              | Polonia                                                                | 1 – 1                                                                  | Scozia                                                                 | Amichevole                                                             | -                                                                      | Ammonizione                                                            |
| 2-6-2001                                                               | Cardiff                                                                | Galles                                                                 | 1 – 2                                                                  | Polonia                                                                | Qual. Mondiali 2002                                                    | -                                                                      | 86’                                                                    |
| 6-6-2001                                                               | Erevan                                                                 | Armenia                                                                | 1 – 1                                                                  | Polonia                                                                | Qual. Mondiali 2002                                                    | -                                                                      | 82’                                                                    |
| 15-8-2001                                                              | Reykjavík                                                              | Islanda                                                                | 1 – 1                                                                  | Polonia                                                                | Amichevole                                                             | -                                                                      |                                                                        |
| 1-9-2001                                                               | Chorzów                                                                | Polonia                                                                | 3 – 0                                                                  | Norvegia                                                               | Qual. Mondiali 2002                                                    | -                                                                      | 82’                                                                    |
| 5-9-2001                                                               | Minsk                                                                  | Bielorussia                                                            | 4 – 1                                                                  | Polonia                                                                | Qual. Mondiali 2002                                                    | -                                                                      | 46’                                                                    |
| 6-10-2001                                                              | Chorzów                                                                | Polonia                                                                | 1 – 1                                                                  | Ucraina                                                                | Qual. Mondiali 2002                                                    | -                                                                      | 64’                                                                    |
| 14-11-2001                                                             | Poznań                                                                 | Polonia                                                                | 0 – 0                                                                  | Camerun                                                                | Amichevole                                                             | -                                                                      |                                                                        |
| 13-2-2002                                                              | Limassol                                                               | Polonia                                                                | 4 – 1                                                                  | Irlanda del Nord                                                       | Amichevole                                                             | -                                                                      |                                                                        |
| 27-3-2002                                                              | Łódź                                                                   | Polonia                                                                | 0 – 2                                                                  | Giappone                                                               | Amichevole                                                             | -                                                                      |                                                                        |
| 17-4-2002                                                              | Łódź                                                                   | Polonia                                                                | 1 – 2                                                                  | Romania                                                                | Amichevole                                                             | -                                                                      | 41’                                                                    |
| 18-5-2002                                                              | Danzica                                                                | Polonia                                                                | 1 – 0                                                                  | Estonia                                                                | Amichevole                                                             | -                                                                      | 57’                                                                    |
| 4-6-2002                                                               | Pusan                                                                  | Corea del Sud                                                          | 2 – 0                                                                  | Polonia                                                                | Mondiali 2002 - 1º turno                                               | -                                                                      |                                                                        |
| 10-6-2002                                                              | Jeonju                                                                 | Portogallo                                                             | 4 – 0                                                                  | Polonia                                                                | Mondiali 2002 - 1º turno                                               | -                                                                      |                                                                        |
| 14-6-2002                                                              | Daejeon                                                                | Polonia                                                                | 3 – 1                                                                  | Stati Uniti                                                            | Mondiali 2002 - 1º turno                                               | -                                                                      | 46’                                                                    |
| Totale                                                                 |                                                                        | Presenze                                                               | 45                                                                     |                                                                        | Reti                                                                   | 1                                                                      |                                                                        |

| Cronologia completa delle presenze e delle reti in nazionale ― Polonia olimpica | Cronologia completa delle presenze e delle reti in nazionale ― Polonia olimpica | Cronologia completa delle presenze e delle reti in nazionale ― Polonia olimpica | Cronologia completa delle presenze e delle reti in nazionale ― Polonia olimpica | Cronologia completa delle presenze e delle reti in nazionale ― Polonia olimpica | Cronologia completa delle presenze e delle reti in nazionale ― Polonia olimpica | Cronologia completa delle presenze e delle reti in nazionale ― Polonia olimpica | Cronologia completa delle presenze e delle reti in nazionale ― Polonia olimpica |
| Data                                                                            | Città                                                                           | In casa                                                                         | Risultato                                                                       | Ospiti                                                                          | Competizione                                                                    | Reti                                                                            | Note                                                                            |
| ------------------------------------------------------------------------------- | ------------------------------------------------------------------------------- | ------------------------------------------------------------------------------- | ------------------------------------------------------------------------------- | ------------------------------------------------------------------------------- | ------------------------------------------------------------------------------- | ------------------------------------------------------------------------------- | ------------------------------------------------------------------------------- |
| 24-7-1992                                                                       | Saragozza                                                                       | Polonia olimpica                                                                | 2 – 0                                                                           | Kuwait olimpica                                                                 | Olimpiadi 1992 - 1º turno                                                       | -                                                                               |                                                                                 |
| 27-7-1992                                                                       | Barcellona                                                                      | Italia olimpica                                                                 | 0 – 3                                                                           | Polonia olimpica                                                                | Olimpiadi 1992 - 1º turno                                                       | -                                                                               | 82’                                                                             |
| 29-7-1992                                                                       | Saragozza                                                                       | Stati Uniti olimpica                                                            | 2 – 2                                                                           | Polonia olimpica                                                                | Olimpiadi 1992 - 1º turno                                                       | 1                                                                               |                                                                                 |
| 1-8-1992                                                                        | Barcellona                                                                      | Polonia olimpica                                                                | 2 – 0                                                                           | Qatar olimpica                                                                  | Olimpiadi 1992 - Quarti di finale                                               | -                                                                               |                                                                                 |
| 5-8-1992                                                                        | Barcellona                                                                      | Polonia olimpica                                                                | 6 – 1                                                                           | Australia olimpica                                                              | Olimpiadi 1992 - Semifinale                                                     | -                                                                               |                                                                                 |
| 8-8-1992                                                                        | Barcellona                                                                      | Polonia olimpica                                                                | 2 – 3                                                                           | Spagna olimpica                                                                 | Olimpiadi 1992 - Finale                                                         | -                                                                               |                                                                                 |
| Totale                                                                          |                                                                                 | Presenze                                                                        | 6                                                                               |                                                                                 | Reti                                                                            | 1                                                                               |                                                                                 |

## Palmarès

### Nazionale
- Argento olimpico: 1

Barcellona 1992